# Amiga 600
Il Commodore Amiga 600 o Commodore A600 (comunemente chiamato Amiga 600 o A600; nome in codice: "June Bug") è un home computer basato sulla piattaforma informatica Amiga e prodotto dalla Commodore Business Machines Inc. tra il 1992 e il 1993.
Sono state commercializzate due diverse versioni di Amiga 600: una destinata ai Paesi utilizzanti lo standard televisivo PAL, l'altra destinata ai Paesi utilizzanti lo standard televisivo NTSC. Fu commercializzata anche la versione Amiga 600HD che monta di serie un hard disk interno.

## Storia
Venne presentato nel marzo 1992 al CeBIT (Hannover, Germania) e commercializzato dall'aprile dello stesso anno inizialmente con un prezzo di lancio di 802 800 lire (listino italiano)
L'Amiga 600 fu il primo computer Amiga a essere prodotto nel Regno Unito. La fabbrica era a Irvine, in Scozia. Il primo esemplare prodotto (numero seriale "1") era tenuto dal direttore generale della filiale britannica di Commodore International nel proprio ufficio.
L'Amiga 600 fu prodotto per rivitalizzare le vendite della linea "low consumer" (a cui appartenevano l'Amiga 500 e l'Amiga 500 Plus) prima della commercializzazione del più evoluto Amiga 1200, riducendo nel contempo i costi di produzione (grazie all'utilizzo della surface mount technology) in modo da incrementare i profitti. La linea "high consumer" all'epoca era dominata invece dai fratelli maggiori Amiga 3000 e Amiga 3000T.
Il prezzo venne abbassato il 1º ottobre 1992 a 530 000 lire, in vista dell'imminente commercializzazione del Commodore Amiga 1200.

## Descrizione
Come l'Amiga 500 e l'Amiga 500 Plus, anche l'Amiga 600 si presenta in case monoblocco con tastiera e floppy disk drive integrati, ma alimentatore esterno. Unica periferica in dotazione un mouse a due tasti. Il display video, necessario per l'utilizzo dell'Amiga 600, non è compreso.
Sostanzialmente l'Amiga 600 è una reingegnerizzazione in surface mount technology dell'Amiga 500 Plus. È la prima volta che Commodore International utilizza la surface mount technology per l'assemblaggio della scheda madre di un suo computer.
La surface mount technology permette la riduzione degli ingombri e anche (a scapito del tastierino numerico presente nell'Amiga 500 e nell'Amiga 500 Plus) di realizzare il computer in case sensibilmente più compatto: solo 35 cm di larghezza e 24 cm di profondità (per un peso di meno di 3 kg).
Rispetto all'Amiga 500 Plus, l'Amiga 600 in più ha uno slot PCMCIA type II, un'uscita videocomposita a colori RCA e un'interfaccia IDE a cui è possibile collegare un hard disk da 2,5" alloggiandolo direttamente all'interno del case del computer dove un apposito spazio è stato previsto.

### Processore e RAM
L'A600 usava il consueto processore Motorola 68000 a 7,09 MHz (versione dell'Amiga 600 destinata ai Paesi utilizzanti lo standard televisivo PAL) o 7,16 MHz (versione dell'Amiga 600 destinata ai Paesi utilizzanti lo standard televisivo NTSC).
La RAM di serie era 1 MB di Chip RAM, espandibile fino a 2 MB. Ulteriori 4 MB di Fast RAM potevano essere inseriti nello slot PCMCIA; estensioni maggiori richiedevano una modifica alla scheda madre.
Il progetto originale non prevedeva la possibilità di montare un processore più avanzato (il 68000 originale era infatti saldato sulla scheda madre, non inserito in uno zoccolo); tuttavia, comparvero presto espansioni non ufficiali che permettevano di usare un Motorola 68010, 68020 (fino a 25 MHz) o 68030 (fino a 50 MHz). Le stesse espansioni consentivano di aggiungere fino a 32 Mb di Fast RAM.

### Grafica e suono
Il chip grafico Denise gestiva la grafica in vari modi, da 320x200 pixel a 1280x512 pixel. Nella maggior parte dei modi, erano disponibili contemporaneamente 32 colori (in alcuni casi 64, divisi in 32 base e 32 dati dai colori base in tonalità più scura, il cosiddetto modo "halfbrite"), ma lo speciale modo HAM consentiva di usare 4 096 colori contemporanei, sebbene con alcune limitazioni e solo a risoluzioni basse. Alla massima risoluzione, erano disponibili solo 4 colori contemporanei.
Le capacità sonore comprendevano 4 canali (2 stereo), con una risoluzione di 8 bit; il sistema audio era anche in grado di effettuare filtraggi, modulazioni ad anello e altri effetti speciali.

### Drive, espansioni e connessioni
Di serie l'Amiga 600 montava un drive per floppy disk interno da 3.5" (un secondo drive poteva essere aggiunto esternamente). L'A600 era dotato di due connettori DB9 per joystick, mouse e penne ottiche, una porta seriale RS-232 a 25 pin (usata spesso per i modem) e una porta parallela Centronics (per stampanti).
Erano inoltre presenti uno slot PCMCIA Type II e un'interfaccia IDE a cui poteva essere collegato internamente un hard disk da 2.5" (soluzione costosa ma avanzata per l'epoca).
Un modello con un disco rigido integrato, l'Amiga 600HD, veniva commercializzato al doppio del prezzo di un Amiga 600. Questo modello aveva una chassis bianco anziché color crema, tuttavia la presenza dell'hard disk, causava un'occupazione di memoria da parte del sistema operativo un po' più alta del consueto, cosicché alcuni giochi (per esempio, Civilization) che usavano all'estremo le risorse del sistema, non potevano girare sull'A600HD senza un'espansione di RAM.
Altre espansioni comprendevano porte MIDI e campionatori.

### Software fornito a corredo
L'Amiga 600 veniva fornito con AmigaOS 2.05, che comprende il Workbench 2.05 e una ROM con il Kickstart 37.299, 37.300 o 37.350 (numeri di versione interni). Le tre versioni venivano tutte identificate come "Kickstart 2.05" nella documentazione.
I primi esemplari di Amiga 600 erano forniti con il Kickstart 37.299 che, sorprendentemente, non supporta né il controller ATA interno, né l'interfaccia PCMCIA. Rimane possibile caricare i driver relativi da un floppy, ma non è possibile effettuare il boot direttamente da dispositivi ATA/IDE o PCMCIA. Il problema venne corretto successivamente con il Kickstart 37.300, che permette il boot da ATA/IDE e PCMCIA, ma a causa di un bug supporta solo hard disk di dimensione massima di 40 MB (con dimensioni superiori si potevano verificare malfunzionamenti di vario tipo). La versione 37.350 aggiunse il supporto per hard disk fino a 4 GB.
Successivamente venne reso disponibile il Workbench 2.1, che supporta la localizzazione del sistema operativo in varie lingue (fra cui l'italiano) e offre un driver chiamato CrossDOS che consente di leggere e scrivere floppy formattati in FAT (il formato standard dei dischi in MS-DOS). Il Workbench 2.1 era solo un aggiornamento software, che usa ancora le ROM del Kickstart 2.0x. Non è mai esistito un Kickstart 2.1.
Nel corso della sua vita, l'A600 venne venduto in diversi "pacchetti" commerciali, che includevano anche giochi e altri programmi. Fra questi citiamo i giochi Lemmings, Captain Planet & the Planeteers e Bart Simpson vs. the Space Mutants, nonché Deluxe Paint 3, della Electronic Arts, un pacchetto di grafica estremamente sofisticato per l'epoca. Altri pacchetti successivi includevano anche Formula One Grand Prix, Pushover, Putty, Zool e Pinball Dreams, e una rarissima versione in collaborazione con la Simulmondo che includeva il gioco Dylan Dog: Gli uccisori.

## Specifiche tecniche
- CPU: Motorola 68000 a 7,09 MHz (ver. NTSC) o 7,16 MHz (ver. PAL).
- Chipset: ECS con Fat Agnus in grado di indirizzare fino a 2 MB di Chip RAM.
  - Grafica (Denise), risoluzioni comuni (altre potevano essere programmate via software):
    - modo PAL Low-res: risoluzione 320x256; scansione progressiva; fino a 32 colori liberamente selezionabili da una palette di 4096;
    - modo PAL EHB: risoluzione 320x256; scansione progressiva; fino a 64 colori non liberamente selezionabili da una palette di 4096;
    - modo PAL HAM6: risoluzione 320x256; scansione progressiva; fino a 4096 colori non liberamente selezionabili da una palette di 4096;
    - modo PAL Hi-res: risoluzione 640x512; scansione interlacciata; fino a 16 colori liberamente selezionabili da una palette di 4096;
    - modo Productivity: risoluzione 640x480; scansione progressiva; fino a 4 colori liberamente selezionabili da una palette di 64;
    - modo Super 72: risoluzione 800x600; scansione interlacciata; fino a 4 colori liberamente selezionabili da una palette di 64.

  - Suono (Paula):
    - 4 voci / 2 canali (Stereo)
    - risoluzione a 8 bit, volume a 6 bit
    - frequenza di campionamento 28 kHz
    - rapporto segnale/rumore 70 dB
- Memoria:
  - 512 KiB di ROM contenente il Kickstart;
  - 1 MiB di Chip RAM espandibile a 2 MiB tramite slot di espansione interno detto trapdoor (termine inglese che tradotto letteralmente significa "botola") perché collocato sul fondo della macchina;
  - ulteriore espansione di 4 MiB di Fast RAM tramite slot PCMCIA per un totale di 6 MiB di RAM.
- Memorie di massa rimovibili:
  - Drive per floppy disk da 3.5" DS/DD (fino a 880 KiB formattando con file system Amiga) in grado di leggere e scrivere anche i floppy disk formattati con il file system FAT (fino a 720 KiB) utilizzato dall'MS-DOS.
- Memorie di massa fisse:
  - Controller IDE/ATA con supporto a trasferimento PIO-2.
- Porte di input/output:
  - Uscita composita per TV; in versione PAL per le macchine vendute in Europa e Australia, NTSC altrove.
  - Porta video RGB analogica (DB23)
  - Porta audio RCA
  - 2 porte (DB9) per joystick, mouse e altri dispositivi
  - Porta per la tastiera
  - Porta seriale RS232
  - Porta parallela Centronics (DB25)
  - Porta per floppy drive esterno (DB23)
  - Slot PCMCIA a 16 bit.
- Software incluso:
  - sistema operativo AmigaOS 2.05 (Kickstart 2.05, Workbench 2.05).